# 刑事偵緝檔案系列
《刑事偵緝檔案》系列（英語：Detective Investigation Files），香港無綫電視翡翠台劇集系列，於1995年播映。第一至三輯為連貫性劇集。

## 系列電視劇
| 劇集名稱        | 首播日期                     | 集數 | 導演/監製 |
| 刑事偵緝檔案    | 1995年3月13日－1995年4月7日  | 20   | 潘嘉德    |
| 刑事偵緝檔案II  | 1995年12月11日－1996年2月2日 | 40   | 潘嘉德    |
| 刑事偵緝檔案III | 1997年9月1日－1997年10月24日 | 40   | 潘嘉德    |
| 刑事偵緝檔案IV  | 1999年3月29日－1999年6月4日  | 50   | 潘嘉德    |

## 演員
| 演員   | 角色     | 刑事偵緝檔案 （第一輯） | 刑事偵緝檔案 （第二輯） | 刑事偵緝檔案 （第三輯） | 刑事偵緝檔案 （第四輯） |
| 陶大宇 | 張大勇   |                         |                         |                         |                         |
| 郭可盈 | 高 婕    |                         |                         |                         |                         |
| 郭可盈 | 寧倩華   |                         |                         |                         |                         |
| 梁榮忠 | 李忠義   |                         |                         |                         |                         |
| 蘇玉華 | 容金枝   |                         |                         |                         |                         |
| 陳啟泰 | 江宇軒   |                         |                         |                         |                         |
| 蘇杏璇 | 朱秀娟   |                         |                         |                         |                         |
| 陳美琪 | 高 敏    |                         |                         |                         |                         |
| 郭藹明 | 藍嘉文   |                         |                         |                         |                         |
| 鄭秀文 | 葉子晴   |                         |                         |                         |                         |
| 陳法蓉 | 柏恩桐   |                         |                         |                         |                         |
| 羅冠蘭 | 朱秀筠   |                         |                         |                         |                         |
| 廖啟智 | 翟永田   |                         |                         |                         |                         |
| 楊婉儀 | 司徒莎莎 |                         |                         |                         |                         |
| 鍾麗淇 | 李思龍   |                         |                         |                         |                         |
| 林漪娸 | 雷肖鳳   |                         |                         |                         |                         |
| 樓南光 | 丁守禮   |                         |                         |                         |                         |
| 金興賢 | 詹百鴻   |                         |                         |                         |                         |
| 金興賢 | 駱見業   |                         |                         |                         |                         |
| 戴志偉 | 關亞倫   |                         |                         |                         |                         |
| 戴志偉 | 邱彼得   |                         |                         |                         |                         |
| 陳錦鴻 | 江子山   |                         |                         |                         |                         |
| 古天樂 | 徐 飛    |                         |                         |                         |                         |
| 宣 萱  | 武俏君   |                         |                         |                         |                         |
| 佘詩曼 | 文婉蘭   |                         |                         |                         |                         |
| 邵美琪 | 江子青   |                         |                         |                         |                         |
| 邵美琪 | 江子瑶   |                         |                         |                         |                         |
| 蘇志威 | 韓國仁   |                         |                         |                         |                         |
| 李珊珊 | 唐心如   |                         |                         |                         |                         |
| 李國麟 | 藍嘉永   |                         |                         |                         |                         |
| 李國麟 | 趙漢華   |                         |                         |                         |                         |
| 姚瑩瑩 | 方念晴   |                         |                         |                         |                         |
| 姚瑩瑩 | 邵之藍   |                         |                         |                         |                         |
| 駱應鈞 | 簡志超   |                         |                         |                         |                         |
| 駱應鈞 | 武元強   |                         |                         |                         |                         |
| 李成昌 | 方晉杰   |                         |                         |                         |                         |
| 李成昌 | 鍾文愷   |                         |                         |                         |                         |
| 李成昌 | 周紹權   |                         |                         |                         |                         |

## 統計
- 本劇是無綫劇集之中，角色死亡頻率最高的一部。據統計，本劇由第一輯至第四輯，總共死了40多人；平均每100分鐘左右，便有1人死去。
- 由於《刑事偵緝檔案IV》劇情有大改動，因此主角也無法在全部四輯都出現，但卻有四位演員竟然不約而同地在四輯亦有份演出，角色方面亦有很大改動：

| 演員   | 角色      | 關係 | 出场輯數 |
| 梁健平 | 劉永富    | 劉太之夫 被白媚勒索迷姦 殺白媚之嫌疑犯 | I        |
| 梁健平 | Benny     | 腦科醫生 葉子晴之友 後成為高婕之主診醫生 | II       |
| 梁健平 | 王浩生    | 商人 勒索石少維 要挟寧倩華 於第1集被寧倩華刺杀身亡 | III      |
| 梁健平 | 鄭偉廉    | 尹望石之生意伙伴 殺孫碧妮之嫌疑犯 | IV       |
| 羅君左 | Thomas Wu | 酒吧經理 容金枝之上司，後為酒吧合伙人 | I II     |
| 羅君左 | Thomas Wu | 「秀色可餐」食店領班 | III      |
| 羅君左 | 何菲立    | Philip Ho 歌手经理人 田思思及華寶晶的經理人 | IV       |
| 葉振聲 | 孟振球    | 孟波 警隊探員 張大勇下屬（I、II） 張大勇前下屬（III） | I II III |
| 葉振聲 | 士多老闆  | 李寶屏、張素玲之包租公 | IV       |
| 蘇恩磁 | 記 者     | | I        |
| 蘇恩磁 | 兒科醫生  | | II       |
| 蘇恩磁 | 嫻 姐     | 齋堂員工 陸國基之妻，多年前因其拿不到宝石与其争吵令其离家出走而分离多年，并误以为其死了，最后虽得知其没死但并没相认 趙竟成之母 方念晴之家姑 方崇业之亲家母 殺死方崇業、蔣瑤，企圖殺害何小麗之主謀 於第36集被捕 | III      |
| 蘇恩磁 | 蘇惠詩    | Sophia 警隊刑事情報科主管 文婉蘭上司（於第1~25集） | IV       |

## 与案件有关人物

### 第一輯（1995年）
檔案01：分尸骗保（第1-3集）
案情：企業老闆方晉杰（李成昌飾）生意虧損慘重，與妻子李文芳（崔嘉寶飾）也經常吵架。方晉杰為刺激芳，故意包養情婦Daisy（梁詠琳飾）。李文芳也與外科醫生周展華（鄧梓峰飾）交往。兩人在開車時爭吵，方晉杰不慎撞死了途人。李文芳發現死者血型與自己吻合，為騙取保險金，和方晉杰一同肢解屍體，並剁下自己的姆指以迷惑警方。
情婦Daisy以為杰故意殺害妻子以成全他們的愛情，豈料方晉杰竟提出分手，而且第三者是“已死去”的芳。為報復方晉杰，Daisy扮作方晉杰殺死了李文芳，以此嫁禍方晉杰。
檔案02：天使的秘密（第3-6集）
案情：祕聞記者胡森（吳博君飾）拍下豪門貴婦鍾潔兒（李桂英飾）因誤服藥物，曾誕下畸形兒的證據，並屢次向鍾潔兒妹妹鍾可兒（蔣文端飾）勒索。為免姊姊名聲受損，可兒趁與李忠義（梁榮忠飾）放風箏休憩之際，在洗手間中用弩箭將胡森射殺。最后鍾可兒为灭口而杀害目击证人陳伯（孫季卿飾）。
檔案03：蝴蝶杀人（第6-10集）
案情：數年前，謝婉婷（麥翠嫻飾）设计害死了前男友鄧峰（馬德鐘飾），順理成章地与富商王維安（蔣志光飾）結婚。其後，謝婉婷為留住丈夫，先後殺死丈夫的情人藍恩美（張延飾）及与自己有染的John（河國榮飾），佈置成兩人殉情自殺的假象。此案直至高婕（郭可盈飾）介入才得以翻案。最后謝婉婷在逮捕途中不幸中枪及坠崖身亡。
檔案04：致命录影带（第12-14集）
案情：舞女白媚（張慧儀飾）先後誘騙劉永富（梁健平飾）、何子明（鄧英敏飾）、程家希（劉江飾）与自己發生關繫，并拍下影帶勒索劉永富太太（陳曉雲飾）、何子明太太（曾慧雲飾）、程家希太太（韓馬利飾）。後來，白媚重施故伎，誘騙了警隊高級督察雷肖鳳（林漪娸飾）丈夫丁守禮（樓南光飾）。劉永富、何子明、程家希的太太怕事件曝光，在丁守禮与白媚發生爭執離開後，一起將白媚擊至重傷。白媚男友黃強（郭政鴻飾）隨后將她擊斃。
檔案05：真假绑架（第15-20集）
案情：高敏（陳美琪飾）丈夫簡志超（駱應鈞飾）一直懷疑女兒簡棠棠（黃美棋飾）並非自己親生。高敏決定假綁架女兒，以試探簡志超是否真心。簡志超弟簡志遠（陳嘉輝飾）為報復兄長，串通敏的舊情人喬楚（夏韶聲飾）綁架了棠棠，對簡志超進行勒索。簡志超在交納贖金時，認出了喬楚，被喬楚襲殺。為殺人滅口，簡志遠將喬楚誘至倉庫殺死，然後嫁禍高敏。

### 第二輯 （1995-96年）
檔案06：致命誘惑（第21－24集）
案情：湯家齊（林家棟飾）得知孩子并非自己亲生，更闻到妻子何碧珊（林其欣飾）身上的由情人送的Envy香水味，所以憎恨一切用Envy香水的女人，并先后奸杀了三个。案发当日沈朗维（單立文飾）曾与死者接触，但案发之时沈朗维在与有夫之妇徐佩芝（莫可欣飾）幽会，为维护徐佩芝，他坚持不肯透漏自己的行踪，故遭警察怀疑。后蓝嘉文（郭藹明飾）涂上Envy香水，诱出真正凶手！
檔案07：毀屍滅跡（第24－26集）
案情：馬成昌（黎漢持飾）開車意外撞死曹兆贞的女儿，其情婦袁天麗（吳詠紅飾）為其顶罪，後被判無罪釋放。曹兆貞（文潔雲飾）為替女兒報仇，得知袁天麗是馬成昌的情婦後决定揭發他們，反被馬成昌殺死，并造成屍體是袁天麗的跡象，企圖瞒天过海。因無證據，所以高婕（郭可盈飾）只好寫了篇疑似的小說，暗示馬成昌早晚會殺袁天麗滅口，以此来挑撥離間。果然後來馬成昌和袁天麗內訌，在馬成昌準備殺袁天麗的时候，馬成昌突然毒發身亡。原来馬成昌的妻子葉紅（李麗麗飾）早知他在外面有女人，為報復所以在他的意大利粉中下了毒。
檔案08：復活（第27－29集）
案情：丧标（黃偉輝飾）抢劫银行的钱得手但中枪，林天生（王啟德飾）杀了丧标将钱居为己有偷藏起来，却被李汉强（黃智賢飾）、李细雄（蔣克飾）、李招财（鄭家生飾）、李华翠（鄧麗文飾）四人发现，偷偷将钱瓜分。周丽荷（陳梅馨飾）逃婚去美国，众人却以为林天生杀了她。李汉强等四人将计就计，在林天生约他们谈判的时候杀了林天生，并造成他是因杀丽荷而内疚自杀的假象。谁料七年后，周丽荷回来了，一切都推翻！林天生的父亲林福（焦雄飾）猜到事情真相，向李汉强等勒索，反被杀。推测出事实真相的周丽荷和李忠义（梁榮忠飾）也险些被杀灭口，幸好张大勇（陶大宇飾）及时赶到。
檔案09：雙重綁架（第30－32集）
案情：梁锦东（梁少狄飾）为向当年抓获自己贪污赃款的同事程根（劉家輝飾）报复，绑架了他的弱智儿子，要五百万赎金。为了救回儿子，程根不得不再绑架珠宝大王的孙子赵家俊。后在张大勇（陶大宇飾）的感化下，程根投案自首。
檔案10：強姦（第33－35集）
案情：繼父杜忠良（方傑飾）強姦了方昭惠（鄒靜飾），方昭惠殺了杜忠良，方昭榮（麥長青飾）替妹妹埋屍，並將精神失常的妹妹送去了修女院。一直以來，宋甘蘭（羅蘭飾）都以為杜忠良是好人，再加上女兒失蹤，為此常與兒子方昭榮發生矛盾。杜忠良的屍體發現後，他以前的又一情婦趙潔冰（鄭少萍飾）找上門來指責宋甘蘭是殺人兇手，並差點殺害宋。為了不讓警方繼續查下去以至查出妹妹方昭惠是真正兇手，方昭榮自首承認自己是企圖殺母及7年前殺害繼父的兇手。後一切真相大白，方昭惠也恢復正常，並被判無罪。
檔案11：死亡预告（第36－39集）
案情：謝楓（張國強飾）與經理人蔡子修（李家強飾）是同性戀關係，被秘聞記者拍下照片勒索。蔡子修為了謝楓殺死記者滅口。後謝楓愛上高敏（陳美琪飾）並決定與之訂婚，準備過正常人的生活。蔡子修故意弄壞道具想害高敏，誰料Lily Yeung（樊亦敏飾）成了替死鬼。謝楓正式與蔡子修分手，懷恨在心的子修將道具槍換成真槍。在片場槍戰戲中，高敏用這把真槍殺死了謝楓。後幸好藍嘉文（郭藹明飾）在一卷膠捲中發現謝楓與蔡子修被偷拍的照片，才知道了真正兇手！
檔案12：第三個女人（第40－42集）
案情：關亞倫（戴志偉飾）的妻子姚美寶（魏秋樺飾）和情婦施淑君（曹眾飾）忍受不了關的折磨，決定合謀殺死關：八點的時候施淑君身穿紅衣開車接走關亞倫到十四鄉將其毒死，此時姚美寶在西貢教人插花；十點的時候姚美寶到十四鄉穿上紅衣將關亞倫的屍體運到大灣仔遺棄，此時施淑君在和牌友們打牌。警方按照常理推論，紅衣女子完成整個殺人棄屍步驟需要兩個多小時，而姚美寶和施淑君在八點和十點的時候都分別有時間證人，所以紅衣女子應該是第三個女人！豈料這第三個女人就是她倆分上下集扮演的！
檔案13：寸草心（第43－46集）
案情：舞女楊曉菁（陳秀珠飾）為了籌錢替女兒治病，殺死嫖客胡兆宗（麥子雲飾），但不巧被曾志佳（歐紹偉飾）撞見。曾志佳讓屬下莫日飛（羅維飾）幫她做時間證人，但條件是她必須幫他再殺另外一個人曾百年（張英才飾）。當楊曉菁下毒曾百年後，卻再次被人撞見。楊曉菁知道這次一定跑不掉，為了女兒的將來。於是她決定自殺，然後布置成被曾志佳殺人滅口的局，以此來換取一筆保險金，給她女兒將來用。
檔案14：真相（第47－50集）
案情：四年前，在英國，藍嘉永（李國麟飾）放火燒死了妹妹藍嘉文（郭藹明飾）變心的戀人羅保康（何英偉飾）和情敵凌雅絲（康華飾），但眾人都以為藍嘉文就是兇手。後來藍嘉文因為腦膜炎失去了記憶，忘記了這段往事。兩年後，香港，凌雅絲的妹妹凌祖絲（鍾潔怡飾）認出藍嘉文，欲揭發她，被藍嘉永失手殺死；凌祖絲的男友余立文（何浩源飾）拿英國寄來的證據勒索藍嘉永，亦被殺之滅口。最後藍嘉永跳樓身亡。藍嘉文目睹张大勇（陶大宇飾）和高婕（郭可盈飾）復合，設局殺他們，但緊要關頭恢復記憶，救出他們，自己抽身出國而去！
檔案15：花殺（第51－53集）
案情：周詠欣（張沅薇飾）因為姐姐周詠琳（馮曉文飾）不肯收留以致被繼父強姦，懷恨在心。到香港後，意外發現姐夫王志滔（張兆輝飾）和葉子晴（鄭秀文飾）的姦情。周詠欣後又成功勾引了姐夫王志滔，與其了發生關係，並由周詠欣策劃決定殺死周詠琳奪遺產：王志滔殺死妻子周詠琳後乘地鐵來警局，並謊稱是自己開車來的（因為如果自己開車進警局，由於路上有障礙，開車比較慢，這樣就有不在案發現場的時間證據）。由於容金枝（蘇玉華飾）在地鐵站撞到過王志滔，周詠欣怕她認出王志滔，所以開車撞死容金枝滅口，後周詠欣又殺死王志滔進一步奪遺產。
檔案16：教育中心（第54－57集）
案情：端木紫（陳珮珊飾）因為和康寶琪（雪梨飾）發生同性戀情，被父親橡膠大王端木宏（江毅飾）趕出新加坡，來到香港。在香港，端木紫被伯思教育中心的同事鄧錦源（魯振順飾）、郭志南（鄭柏麟飾）、馬偉森（艾威飾）迷奸，後自殺身亡。為了給端木紫報仇，康寶琪和端木宏進入伯思教育中心工作，並先後設計將鄧、郭、馬三人殺死。後端木宏被捕，康寶琪開槍自殺。
檔案17：白色象徵（第57－60集）
案情：醫生王忠信（詹秉熙飾）和院長倪博彥（江漢飾）由於工作失誤，先後害死何成材（黎耀祥飾）的妻子蘇彩玉（陳安瑩飾），及使周永健（魏駿傑飾）的妻子黎美賢（黃紀瑩飾）患上腸癌。護士兼高婕（郭可盈飾）之中學同學林采妮（麥家琪飾）為了報復拋棄她的王忠信，將真相告訴周永健知道，令周永健情緒激憤之下殺死林采妮，後周永健又殺死倪博彥和王忠信，最後嫁禍並殺死何成材。較早前，倪博彥和王忠信怕高婕調查林采妮之死而在她和張大勇（陶大宇飾）的婚禮上下毒手，令高婕失去記憶！

### 第三輯 （1997年）
檔案18：北京狂情（第61－65集）
案情：王浩生（梁健平飾）一方面和藍青（藍天櫻飾）布下天仙局勒索容金枝（蘇玉華飾）前男友的富商石少維（張錦程飾），另一方面以過失害人的把柄威脅並霸佔寧倩華（郭可盈分飾）。寧倩華的戀人何志宏（譚耀文飾）擄走與寧倩華長的一模一樣的高婕（郭可盈飾），決定利用她的身份調包將寧倩華救出北京，卻被王浩生撞見，打鬥中寧倩華殺死王浩生，高婕成為疑兇。寧倩華來到香港後，身份被高敏識穿，於是何志宏又決定謀殺高敏（陳美琪飾）滅口！
檔案19：幻海情缘（第66－69集）
案情：郭樹新（黎彼得飾）拋棄了懷孕的鄭素心（湯寶如分飾），鄭素心嫁給呂世豪（劉江飾）後，生下郭樹新的女兒呂展眉（湯寶如飾）。鄭素心死後，呂世豪思妻心切，酒後誤將呂展眉當成鄭素心強姦了她。郭樹新知道後，以此勒索呂世豪。呂展眉假意委蛇於呂世豪，卻設計將他害死，嫁禍給生父郭樹新並殺死了他，李忠義（梁榮忠飾）深知如要將呂展眉繩之於法，除非自己再次讓她失望。所以他與李思龍（鍾麗淇飾）假扮情侶，呂展眉爆出殺人經過後企圖殺害李思龍，但未遂反遭警方拘捕，後呂展眉在警署服毒自殺身亡。
檔案20：目露凶光（第70－72集）
案情：美食家王定邦（楊瑞麟飾）決定和其妻子（蕭玉燕飾）離婚，與情人沈若玫（楊玉梅飾）在一起，卻不幸被美食廚藝大賽的選手余碧玲（呂有慧飾）間接害死。沈若玫決定為王定邦報仇。她假意接近余碧玲，將其騙至清水灣的家中殺害，又利用搬運工人將她的屍體運回余碧玲自己美景灣的家中。而一向與余碧玲不和的朱秀筠（羅冠蘭飾）則成為殺人嫌疑犯。
檔案21：爱恨纠缠（第73－75集）
案情：柏恩霖（鍾慧儀飾）勾引姊夫許偉廉（郭政鴻飾）與之發生關係，被姊姊柏恩桐（陳法蓉飾）和男朋友蔡志釗（莫家堯飾）發現。柏恩桐和蔡志釗一氣之下來到澳門，卻被柏恩霖和許偉廉誤以為他倆有姦情。蔡志釗為了柏恩霖虧空公款，而柏恩霖卻卷錢潛逃，蔡志釗一怒之下殺了柏恩霖，並準備殺許偉廉，反被許偉廉失手殺死。柏恩桐深愛丈夫許偉廉，於是千方百計為他隱瞞。最後許偉廉逃跑時撞車身亡。
檔案22：密室奇案（第76－79集）
案情：程守安（李鴻杰飾）幼時因為保護弟弟程守望（何寶生飾）而被其繼母琴姨（黃鳳琼飾）打成癡呆，並且一看到蝴蝶就會發狂。司徒莎莎（楊婉儀飾）的母親鮑曉盈（黄清榕飾）決定與丈夫的弟弟司徒亮（李耀敬飾）私奔遭拒絕，後因為蝴蝶絲巾不幸被程守安殺死。程守望替兄長布置成密室自殺案。18年後，警隊總督察詹百鴻（金興賢飾）的女兒詹翠兒（汪琳飾）又因為帶蝴蝶飾品而被程守安發狂殺死。程守望因為維護哥哥，所以不得不撒謊誤導警方。結案後，程守安被判無罪，詹百鴻酒後醉言，讓胡堅（艾威飾）和陳泰（邱萬城飾）去精神病院將程守安推下高樓害死！
檔案23：誰明浪子心（第80－83集）
案情：莫詠希（簡佩筠飾）在婚前被葉威（魏惠文飾）強姦，嫁給鍾文愷（李成昌飾）後生下葉威的兒子鍾少波（姚紹忠飾），並被葉威勒索。莫詠希找以前在法國時的男朋友兼張大勇（陶大宇飾）弟弟張日飛（海俊傑飾）幫忙，反被鍾文愷誤會他倆有姦情。鍾少波車禍死後，鍾文愷更以為波波是莫詠希和張日飛的私生子。鍾文愷在悲痛之際與麥可卿（鄺文珣飾）發生了關係，兩人更進一步合謀殺死了莫詠希和張日飛。由於張日飛生性不拘小節，而且以前情史豐富，在私下協助莫詠希的時候被張大勇以及一眾家人以為他勾引人妻，致張大勇在張日飛死後非常後悔不信任他。後來鍾文愷得知葉威是幕後黑手，於是就設計了一場煤氣爆炸來與麥可卿、葉威同歸於盡，最後麥可卿、葉威重傷不治，而鍾文愷則被救回。
檔案24：魔法幻影（第84－87集）
案情：大富商翁文瑋（王偉飾）強姦了丁漢昌（羅浩楷飾）的妻子梁秋怡（方伊琪飾），並使梁秋怡生下女兒丁小容，由丁氏夫婦撫養。丁小容慢慢長大，丁漢昌越發自卑，再加上生意失敗而翁文瑋不肯借錢，於是決定報復！丁漢昌綁架了丁小容和翁文瑋的兒子翁家勤（洪天明飾），並千方百計使警方認為綁架者是翁家勤。得到贖款後，丁漢昌又想放火燒死丁小容和翁家勤滅口。
檔案25：奪命神棍（第88－91集）
案情：譚志朗（馬德鐘飾）的父母因為相信邪教「天玄社」，延誤治病而死。譚志朗學醫歸來，見牛背洲的居民仍然受天玄社的荼毒，於是決定剷除「天玄社」。他分別用水淹、火燒、土埋的方式計劃殺死了天玄教創始人雲告天（蔡國慶飾）的孫女雲寶瓊（梁詠琳飾）、雲寶珊（陳安琪飾）和私生女陳彩虹（劉美珊飾），以應驗天玄教的毒咒，後又殺死了知情人熊建日（李家強飾）以及雲告天本人。雲告天外孫曹向東（錢嘉樂飾）早知譚志朗是凶手，但他故意替他掩飾罪證，好讓他繼續殺雲家的人，而自己則可以繼承遺產。
檔案26：横财之祸（第92－96集）
案情：陸國基（焦雄飾）在越南戰爭時得到一批寶石，因為得之無道而一直心神不安，便送給了戰友兼李思龍（鍾麗淇飾）親父方崇業（羅樂林飾），從此消失。陸國基的兒子趙竟成（王啟德飾）和妻子嫻姐（蘇恩磁飾）以為方崇業害死了他，決定報仇。趙竟成長大後娶了方崇業的女兒方念晴（姚瑩瑩飾），並與方崇業的私人助理何小麗（湯盈盈飾）共謀。後趙竟成得知方崇業的新夫人蔣瑤（梁婉靜飾）是女同性戀者，且情殺過林小蔓（陳楚翹飾），於是讓何小麗勾引蔣瑤，並說服她一起殺害了方崇業，後又殺死蔣瑤讓其當替死鬼。最後警方發現陸國基居然沒死！嫻姐知道錯殺了好人，於是殺了何小麗滅口，而自己則替兒子趙竟成頂罪。
檔案27：幕後黑手（第97－100集）
案情：在「密室奇案」後，詹百鴻（金興賢飾）酒後醉言讓胡堅（艾威飾）和陳泰（邱萬城飾）殺了智障的程守安（李鴻杰飾）替女兒詹翠兒（汪琳飾）報仇，卻從此被他倆勒索。詹百鴻不得不在「魔法幻影」案件中偷走贖金，並以拒捕罪名開槍殺死丁漢昌（羅浩楷飾）。最後詹百鴻忍無可忍，殺了陳泰並奪走他在「爸爸對不起」案件中綁架方崇業（羅樂林飾）得來的鑽石，卻不幸被柏恩桐（陳法蓉飾）看見，於是詹百鴻下毒害死她滅口。此後他又殺死胡堅及其情人Helen（馬蹄露飾）滅口，棒傷翟永田（廖啟智飾），並企圖嫁禍張大勇（陶大宇飾）。

### 第四輯（1999年）
檔案28：器官移植（第101－103集）
案情：莫伊敏（李燕姍飾）在超市槍擊事件中喪生，器官捐獻。暗戀莫伊敏的護士劉世昌（謝天華飾）出於不忿，先後殺死了兩名受到器官捐獻的病人崔明珠（鍾慧儀飾）、張淑貞。準備殺武俏君（宣萱飾）時劉世昌錯進了記者萬安宜（馬蹄露飾）的家，拍下了何錦榮（羅莽飾）姦殺萬安宜的場面，並以此要挾何錦榮幫他殺武俏君。
檔案29：變性隱私（第104－106集）
案情：潘秀卿（施敏飾）因姐姐自殺而找姐夫顧宏（李岡龍飾）報仇，卻被顧宏的同性戀人林永恆（吳美珩飾）誤殺。林永恆來香港做了變性手術化名周若玫後嫁給了杜子明（尹揚明飾）。秀卿的男友趙漢華（李國麟飾）認出周若玫就是林永恆，卻不由自主愛上她並糾纏她。周若玫忍無可忍將趙漢華殺死。杜子明知道真相後，利用叛逆少女兼武俏君（宣萱飾）好友文靖（梁雪湄飾）一起自殺殉情，然後用趙漢華的屍體掉包冒充自己企圖瞞天過海。
檔案30：唐家命案（第107－109集）
案情：17年前謝耀楷（劉永健飾）誤殺一名妓女何小竹（伍燕妮飾），其父謝海超（王偉飾）綁架殷寶莉（程可為飾）的女兒唐心如（李珊珊飾），威逼她指證死者的男友樓世文（周旸飾）。樓世文冤死，而他姐姐樓蓮香（陳秀珠飾）後來成為殷寶莉的私人看護，準備報仇。殷寶莉臨死前懷疑當年綁匪就是律師謝海超，委託私家偵探陳永邦（鄧汝超飾）追查。殷寶莉死後，私家偵探查出真相，被謝耀楷殺死在唐家。同時，溫志森（韋家雄飾）因女友Ada（陳紫媚飾）之死受警方懷疑追捕而藏匿進唐家！
檔案31：無言證人（第110－112集）
案情：連映雪（潘冰嫦飾）帶著女兒鍾瑩（陳采嵐飾）和兒子鍾磊（羅業升飾）改嫁鍾智良（邱萬城飾），姐弟倆經常受到繼父的侵犯與虐待。鍾瑩刺了鍾智良一刀後逃走。此時連映雪計劃和梁劍雄（郭鋒飾）私奔，又不忍心扔下子女，於是拿了20萬回家埋在花園留給他們，卻被鍾瑩的男友周萬聲（林敬剛飾）偷走。連映雪殺了受傷的鐘智良後，為了不讓家醜外揚，將現場偽裝成劫殺場面後自殺。這一切都被躲在柜子里的鐘磊看見。
檔案32：飛蛾之愛（第113－115集）
案情：尹望石（余子明飾）夫婦侵吞了侄女尹秋月（滕麗名飾）幾億遺產。為了幫助戀人霍偉聰（郭耀明飾），尹秋月向尹望石借錢不成，遂決定殺死尹望石夫婦。尹秋月與一男子一夜情後，殺死嬸嬸孫碧妮（趙靜儀飾），並注入竊來的精子偽裝成姦殺的現場，誰料一夜情的男子竟是警察韓國仁（蘇志威飾）！後尹秋月又製造不在場證據毒死叔叔尹望石。最後電子交通警拍下的違章快照，從而推翻了尹秋月殺孫碧妮的不在場證據。
檔案33：七個證人（第117－120集）
案情：林家惠（林佩君飾）遇車禍，臨死前告訴父親林健（蔡國慶飾），孩子的親生父親是富商錢日安（焦雄飾）。錢日安不承認並出言侮辱，林健衝動之下在黃石街將其殺死。洪志滔（洪天明飾）在錢日安屍體上偷錢，黃石街的7名證人不負責任的指證其為兇手，洪志滔在監獄冤死。其父洪展鵬（劉江飾）從美國回來為兒子翻案，在荒島的倉庫里搭建黃石街，捉來所有的證人將案件重演，將證人們的證供一一推翻。
檔案34：父女同心（第122－125集）
案情：汪淑慧（文潔雲飾）準備與駱見業（金興賢飾）私奔被丈夫文國泰（羅樂林飾）發現，汪淑慧自殺。其後文國泰不斷利用駱見業的內疚敲詐他。駱見業準備移民，文國泰殺死跟自己血型相同的梁劍雄（郭鋒飾）並割下他的頭和手偽裝成自己的屍體，而後串通女兒文婉蘭（佘詩曼飾）出面認屍，企圖騙取保險金，更將兇手嫁禍給駱見業。
檔案35：黑色周五（第126－129集）
案情：程柏（楊英偉飾）的小說都由情人張素玲（潘芝莉飾）做槍手代寫。求婚被拒的張素玲揚言要公開真相而被程柏誤殺。運屍途中車子被莫耀風（譚權輝飾）和陳志豪（梁輝宗飾）偷走。黃國仲（何君龍飾）和李寶屏（汪琳飾）搶走武俏君（宣萱飾）的爸爸武元強（駱應鈞飾）20萬，逃跑時出車禍昏迷，莫耀風和陳志豪偷走20萬並將張素玲屍體轉移到李寶屏車上。後莫耀風和陳志豪勒索程柏反被殺。得知武元強是男友武傑（鄧一君飾）爸爸後，李寶屏決定自首卻被黃國仲殺死。
檔案36：調酒師傅（第131－133集）
案情：游麗緹（曹眾飾）駕車不熟練撞上陳佩詩（周凯珊飾）的車子，導致她流產並不能再生育。陳佩詩自殺身亡。其丈夫洛偉基（張兆輝飾）為了報仇殺死游麗緹，將她屍體移入唐心如（李珊珊飾）餐廳的酒窖，並用冷氣機延緩屍體腐爛以製造案發時自己有不在場證人的假相。游麗緹的師兄徐意志（單立文飾）發現後找洛偉基攤牌反被毒死。洛偉基的姐姐林洛霞（陳安瑩飾）懷疑唐心如知道真相，企圖開車撞死她滅口。
檔案37：口是心非（第134－136集）
案情：林浩天（郭政鴻飾）為給妻子張少彩（傅楚卉飾）治病欠下高利貸，其堂弟林浩光（彭國樑飾）為錢殺了債主鍾永財（李龍基飾）。林浩光好友陳仕康（黃德斌飾）得知Frankie（河國榮飾）欠下賭債，便冒充債主對其妻子周杏娥（苑瓊丹飾）騙財騙色。周杏娥出酒店時遇到林氏兄弟從鍾永財家出來，林浩光決定殺周杏娥滅口。林浩天無奈殺了林浩光以阻止他繼續殺人。林浩光女友李秀儀（陳琪飾）知道後勒索林浩天反被殺死，屍體被藏入林浩天亡妻棺材中。
檔案38：定情手鐲（第137－140集）
案情：大明星田思思（郭少芸飾）自從被男友強姦後，轉而喜歡同性。第一任情人自殺後，她又和新人華寶晶（鄺文珣飾）好上。因華寶晶占有欲太強，田思思提出分手，華寶晶以公開戀情威脅她反被殺死。一直暗戀田思思的保鏢王偉倫（魏駿傑飾）在處理屍體時接了文婉蘭（佘詩曼飾）的電話，卻誤以為是女友張曉彤（徐濠縈飾）打來，怕她認出聲音而將其殺死。後田思思又愛上助理文婉蘭。
檔案39：心理醫生（第141－146集）
案情：江子瑤（邵美琪分飾）從小與家人失散，後被曹占（陳榮峻飾）威逼接客而錯手將他殺死。江子青（邵美琪飾）找到妹妹江子瑤後為了照顧她而放棄與丈夫周紹權（李成昌飾）去美國。後江子青與宋家齊（馬德鐘飾）發生婚外情，並不斷被他糾纏無法擺脫。宋家齊的妻子張淑賢（彭子晴飾）為了離婚爭奪孩子撫養權而在他的牙膏內下毒。江子瑤知道姐姐被宋家齊糾纏，也在他酒裡下毒。宋家齊雙重中毒而死。
檔案40：愛的代價（第147－150集）
案情：三年前，徐飛（古天樂飾）化名為黃克強混進洛鎮彪（劉家輝飾）社團當臥底，因救過社團左右手鄭東成（郭晉安飾）的性命，被其視為兄弟。後該社團被警方成功破獲，社團大佬洛鎮彪死於獄中，鄭東成逃脫。鄭東成發現原來徐飛是臥底，便決定向其報復，綁走梁芊芊（向海嵐飾）。最後打算將梁芊芊溺死在徐飛家的浴缸中，炸死江子山（陳錦鴻飾），誘徐飛自殺，均未果，被警方抓獲。

## 抄袭风波
有批評指，劇集部分內容涉嫌抄襲日本推理小说的情节。并总结出如下有抄袭嫌疑的案件：
第一部：（共5个案子，涉嫌抄袭的案子有3个）
档案二：天使的秘密（第3—6集）西村京太郎《天使的伤痕》。
档案三：蝴蝶殺人（第6—11集）日下圭介《蝴蝶们如今...》。
档案四：录影带的秘密（第11—14集）赤川次郎“戀母刑警”系列之《再来一次》。 
第二部：（共12个案子，涉嫌抄袭的案子有6个）
档案一：致命香水（第1—4集）西村京太郎《星期五的魔鬼》。
档案四：豪门绑架（第10—12集）连城三纪彦《来自过去的声音》。
档案八：寸草心（第23—26集）夏树静子《天使在消失》。
档案十：花殺（第31—33集）仁木悦子《有刺的树》。
档案十一：教育中心（第34—37集）赤川次郎《三毛猫追踪》及TVB劇集殺連環。
档案十二：白色象徵（第37—40集）连城三纪彦《鼠之夜》。 
第三部:（共10个案子，涉嫌抄袭的案子有4个）
档案二：幻海情缘（第6—9集）笹泽左保《空白的起点》。
档案六：谁明浪子心（第19—23集）土屋隆夫《红的组曲》。
 档案八：夺命神棍（第28—31集）高木彬光《魔咒之家》。
 档案九：爸爸对不起（第32－37集）夏树静子《逝去的影子》。 
第四部：（共13个案子，涉嫌抄袭的案子有10个）
 档案一：奸杀之谜（第1－3集）美国电影《眨眼》（Blink）。
 档案二：变性隐私（第4－6集）夏树静子《黑白的旅途》。
 档案三：唐家命案（第7－9集）赤川次郎《阳光下的阴影》。
档案五：飞蛾之爱（第13－15集）五十岚均《法兰斯桥暮色》。 
档案六：七个证人（第17－20集）西村京太郎《七个证人》。
 档案七：父女同心（第21－25集）山村美纱《尸谜》。
档案八：黑色周五（第26－29集）森村诚一《终点站》。
档案九：调酒师傅（第30－33集）黑崎绿《葡萄酒杯盛满杀意》。
档案十：口是心非（第34－36集）夏树静子《目击》。
档案十一：定情手镯（第37－40集）松本清张《夜之声》。
比較特別的是，《刑事偵緝檔案IV》並沒有承接早期推出的前三輯的故事內容，因而帶出一個重新的故事感覺。

## 歌曲
| 輯數 | 主唱           | 歌曲             | 作曲              | 填詞   | 編曲            | 歌曲監製 | 用作   | 用作   | 用作 | 歌曲提供 |
| 輯數 | 主唱           | 歌曲             | 作曲              | 填詞   | 編曲            | 歌曲監製 | 主題曲 | 片尾曲 | 插曲 | 歌曲提供 |
| I    | 古巨基         | 感情真相         | 太田美知彥        | 潘偉源 | 薛學泉          | 杜自持   |        |        |      | TBA      |
| I    | 古巨基         | 對你始終痴心一往 | 邰正宵            | 張美賢 | 甘志偉          | 杜自持   |        |        |      | TBA      |
| II   | 梁漢文         | 為明日爭氣       | 陳德建            | 張美賢 | Robert Seng     | 陳德建   |        |        |      | TBA      |
| II   | 梁漢文         | 愛與情           | 李偲菘            | 林 夕  | Joey Villanueva | 陳德建   |        |        |      | TBA      |
| II   | 郑秀文         | 愛的輓歌         | 中岛美雪          | 潘源良 | 陳志康          | 梁榮駿   |        |        |      | TBA      |
| III  | 梁漢文         | 難得情真         | 金培達            | 潘偉源 |                 |          |        |        |      | TBA      |
| III  | 梁漢文         | 忘得了，忘不了   | Toshiaki Yamazaki | 何秀萍 |                 |          |        |        |      | TBA      |
| IV   | 梁漢文         | 萬里陽光         | 柳重言            | 潘偉源 | 溫應鴻          | 王紀華   |        |        |      | TBA      |
| IV   | 梁漢文、古天樂 | 宇宙無限         | 朴濟晟            | 潘偉源 | 溫應鴻          | 王紀華   |        |        |      | TBA      |

## 每部收视
| 輯數 | 平均 | 最高 | 首周 | 结局周 | 备注                                                      |
| I    | 32點 | 38點 | 28点 | 33点   | 1995年度无线电视剧收视冠军                                |
| II   | 31点 | 39点 | 28点 | 32点   | 1996年度无线电视剧收视亚军                                |
| III  | 36點 | 44點 | 33点 | 37点   | 1997年度无线电视剧收视亚军 无线电视历年电视剧收视率第六名 |
| IV   | 30點 | 40点 | 29点 | 32点   | 1999年度无线电视剧收视第七名                              |

## 重播
此劇于2002年6月14日至2002年9月12日在翡翠台重播（第四部），2005年9月7日至2006年1月25日在翡翠台重播（前三部）、2018年3月23日至2018年8月20日在翡翠台重播（全四部），2014年9月至2015年3月在TVB星河頻道重播（全四部）。
此劇於2018年重播時，首二輯附加中文字幕，第三至四輯則使用原有的中文字幕。

## 重聚飯局
由於《刑事偵緝檔案》第一至第四輯於2018年在翡翠台深宵重播時再次引起關注，該劇監製潘嘉德於2018年6月22日在將軍澳的一間酒樓舉行飯局，筵开4席，并邀请曾在四辑《刑事偵緝檔案》有份演出的艺人出席，出席艺人包括出演第一至第三輯的陶大宇、郭可盈、陳美琪、刘丹、艾威、何嘉麗丶葉振聲，第二輯的郭藹明，第三輯的海俊杰、钟丽淇，第四輯的佘诗曼、向海岚、周家怡，第一、三、四輯的马德钟、郭政鸿，第一、四輯的韩马利，第二、三輯的张松枝，第三丶四輯的劉永健。監製潘嘉德称今次没办法通知所有演员，所以希望在《刑事偵緝檔案》播映25周年时可以办个更大型的聚会。

## 仍是偵緝檔案
由於《刑事偵緝檔案》第一至第三輯於2018年重播時再次引起關注，該劇再次令陶大宇、梁榮忠人氣急升，因此於2018年6月拍攝演出 100毛／毛記電視 製作 Nature Valley  （页面存档备份，存于） 網絡廣告（《仍是偵緝檔案》 第一集 大結局 － 零食失竊案），為惡搞版本，播出日期為2018年6月26日。

## 軼事
- 此劇名字《刑事偵緝檔案》雖然有「刑」和「偵」的字，可是與2021年的《刑偵日記》及2025年的《刑偵12》毫無關聯。

## 相關
| 上一套： 尋秦記 -2005年9月6日 | 翡翠台第四線重播劇集(2005-2006) 刑事偵緝檔案，刑事偵緝檔案II，刑事偵緝檔案III 2005年9月7日-2006年1月25日 00:15-01:15 | 翡翠台第四線重播劇集(2005-2006) 刑事偵緝檔案，刑事偵緝檔案II，刑事偵緝檔案III 2005年9月7日-2006年1月25日 00:15-01:15 | 下一套： 難兄難弟 2006年2月2日- |

| 香港 無綫電視翡翠台 午夜劇集時段 每晚 23:50 - 00:55 | 香港 無綫電視翡翠台 午夜劇集時段 每晚 23:50 - 00:55 | 香港 無綫電視翡翠台 午夜劇集時段 每晚 23:50 - 00:55 |
| --------------------------------------------------- | --- | --------------------------------------------------- |
|                                                     | 刑事偵緝檔案 （2018.03.23 - 2018.04.11） 刑事偵緝檔案II （2018.04.12 - 2018.05.22） 刑事偵緝檔案III （2018.05.23 - 2018.07.01） 刑事偵緝檔案IV （2018.07.02 - 2018.08.19） |                                                     |
| 流氓大亨 （2018.02.21 - 2018.03.22）                | 珠光寶氣 （2018.08.20 - 2018.11.10） |                                                     |